# Gabriel Ucar
Gabriel Ucar (n. Suecia, 12 de marzo de 1982) es un futbolista sueco. Juega de defensa y actualmente milita en el Ängelholms FF de la Superettan de Suecia. Fue seleccionado sueco sub-21, donde ha jugado solo en 9 oportunidades.

## Clubes
| Club            | País   | Año           |
| --------------- | ------ | ------------- |
| Landskrona BoIS | Suecia | 2001-2004     |
| Assyriska FF    | Suecia | 2005-2006     |
| Östers IF       | Suecia | 2007          |
| Ängelholms FF   | Suecia | 2008-presente |